# San Marino (Kalifornia)
San Marino város az USA Kalifornia államában, Los Angeles megyében. Lakosainak száma 12 513 fő (2020. április 1.).

## Népesség
A település népességének változása:
| Lakosok száma | 584  | 13 147 | 12 513 |
|               | 1920 | 2010   | 2020   |